# Jacques Barrelier

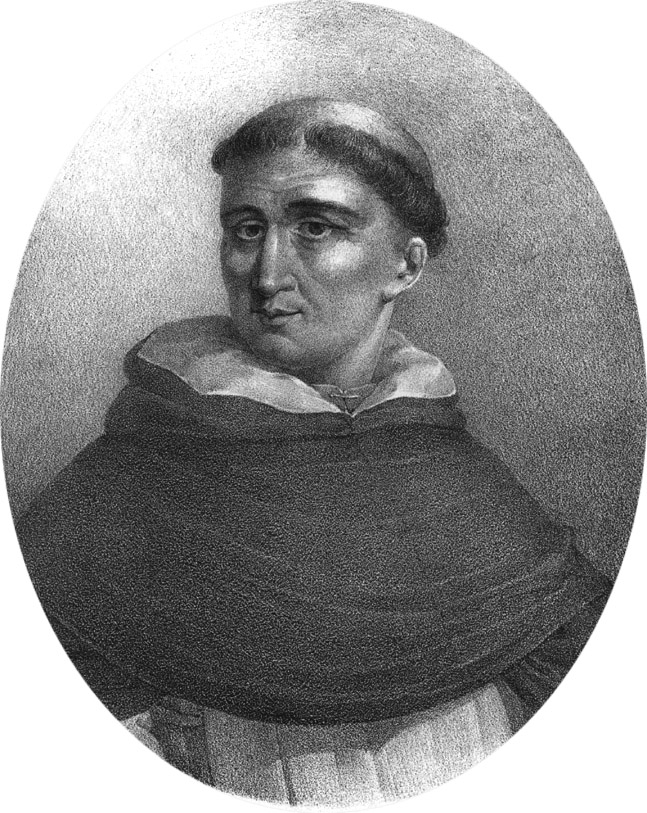
Porträt von Jacques Barrelier auf einem Ausschnitt des Titelblatts seines Werkes Plantae per Galliam … (1714, posthum)

Jacques Barrelier (latinisiert Jacobus Barrelierus; * 1606 in Paris; † 17. September 1673 in Paris) war ein französischer Dominikanermönch und Botaniker. Sein offizielles botanisches Autorenkürzel lautet „Barrel.“

## Leben
1634 lebte er im Noviziat von Faubourg Saint-Germain und legte am 29. November 1635 das Ordensgelübde als Dominikaner ab.
1646 besuchte der Ordensgeneral Tommaso Turco das Kloster und machte Barrelier zu seinem Sekretär. Barrelier begleitete Turco nach Languedoc, Aquitaine und andere französische Provinzen. Weitere Reisen führten ihn 1647 nach Valencia in Spanien sowie schließlich nach Italien, wo er in Rom dreiundzwanzig Jahre verbrachte. Nach dem Tod von Turco übernahm ihn der neue Ordensgeneral Giovanni Battista de Marinis, bei dem er bis zu dessen Tod arbeitete.
1672 kehrte er nach Frankreich zurück und starb 1673 in Paris an einem Asthmaanfall. Sein in Italien begonnenes Werk Hortus Mundi ou Orbis botanicus konnte er nicht mehr vollenden. Ein Brand zerstörte nach seinem Tod den von ihm entworfenen Text. Seine zahlreichen Zeichnungen blieben jedoch erhalten. Antoine de Jussieu gab 1714 unter dem Titel Plantae per Galliam, Hispaniam et aliam observatae seinen Nachlass heraus.

## Ehrungen
Charles Plumier benannte ihm zu Ehren die Gattung Barleria der Pflanzenfamilie der Akanthusgewächse (Acanthaceae). Carl von Linné übernahm später diesen Namen.

## Schriften
- Plantae per Galliam, Hispaniam et aliam observatae (Paris, 1714). Herausgegeben von Antoine de Jussieu.

## Nachweise